# Alexis Monney
Alexis Monney (Châtel-St-Denis, 8 gennaio 2000) è uno sciatore alpino svizzero.

## Biografia
Attivo in gare FIS dal novembre del 2016, Monney ha esordito in Coppa Europa il 9 dicembre 2019 a Santa Caterina Valfurva in combinata (28º) e ai Mondiali juniores di Narvik 2020 ha vinto la medaglia d'oro nella discesa libera; ha debuttato in Coppa del Mondo il 18 dicembre 2021 in Val Gardena in discesa libera (35º) e il 7 gennaio 2023 ha conquistato il primo podio in Coppa Europa, a Wengen in supergigante (2º), mentre ai successivi Mondiali di Courchevel/Méribel 2023, suo esordio iridato, si è classificato 18º nella discesa libera. Il 28 dicembre 2024 ha conquistato la sua prima vittoria (nonché primo podio) in Coppa del Mondo nella discesa libera di Bormio. Ai Mondiali di Saalbach-Hinterglemm 2025 ha vinto la medaglia d'argento nella combinata a squadre, quella di bronzo nella discesa libera e non ha completato il supergigante; in quella stessa stagione 2024-2025 è stato 3º nella Coppa del Mondo di discesa libera. Non ha preso parte a rassegne olimpiche.

## Palmarès

### Mondiali
- 2 medaglie:
  - 1 argento (combinata a squadre a Saalbach-Hinterglemm 2025)
  - 1 bronzo (discesa libera a Saalbach-Hinterglemm 2025)

### Mondiali juniores
- 1 medaglia:
  - 1 oro (discesa libera a Narvik 2020)

### Coppa del Mondo
- Miglior piazzamento in classifica generale: 9º nel 2025
- 5 podi (3 in discesa libera, 2 in supergigante):
  - 1 vittoria (in discesa libera)
  - 2 secondi posti (1 in discesa libera, 1 in supergigante)
  - 2 terzi posti (1 in discesa libera, 1 in supergigante)

#### Coppa del Mondo - vittorie
| Data             | Località | Paese  | Specialità |
| ---------------- | -------- | ------ | ---------- |
| 28 dicembre 2024 | Bormio   | Italia | DH         |

Legenda:

DH = discesa libera

### Coppa Europa
- Miglior piazzamento in classifica generale: 46º nel 2021
- 1 podio:
  - 1 secondo posto

### Campionati svizzeri
- 2 medaglie:
  - 1 argento (discesa libera nel 2025)
  - 1 bronzo (supergigante nel 2025)